# Le Chat et la Souris (roman)
Pour les articles homonymes, voir Le Chat et la Souris.
Le Chat et la Souris (titre original : Katz und Maus) est un roman court de Günter Grass, publié en 1961. Il constitue le deuxième volet de la trilogie de Dantzig, entamée par Le Tambour et close par Les Années de chien. L'ouvrage a été traduit par Jean Amsler et est paru chez Point-Seuil en 1962.
Après Le Tambour, Grass revient sur les heures sombres du nazisme et continue d'explorer la monstruosité de l'Histoire et la banalité du mal. Il reste également fidèle à sa technique d'enchevêtrement des temporalités, des récits et des perspectives narratives. Comme dans Le Tambour, merveilleux, réalisme, fantasme, souvenir, monde quotidien et hallucination se confondent.
À travers ce récit, l'auteur affirme avoir voulu produire une réinterprétation du Grand Meaulnes d'Alain-Fournier.

## Résumé
Le narrateur Pilensz raconte rétrospectivement l'histoire et les relations qu'il entretenait avec Mahlke, son camarade d'école à moitié orphelin. L'action se déroule à l'époque de la Deuxième Guerre mondiale dans l'ancienne Ville libre de Dantzig, anciennement située en province de Prusse-Orientale et rattachée aujourd'hui à la Pologne. Mahlke avait une pomme d'Adam hypertrophiée et était le chef incontesté d'une petite bande. Il rêvait d'être clown et d'obtenir la Croix de guerre du IIIe Reich. Entre Pilensz et Mahlke qui est suivi à la trace, commence un jeu du chat et de la souris.

## Prolongement
Un film fut tiré de cette nouvelle en 1966, réalisé par Hans Jürgen Pohland, sur un scénario de Michael Hinz 